# Гошікі
Гора Гошікі (яп. 五色岳, Goshiki-dake) - гора, яка розташована в межах вулканічної групи Дайсецузан, в горах Ішікарі, Хоккайдо, Японія.

## Дивіться також
- Список вулканів Японії
- Список гір Японії

- Географічний інститут

| Земля | Це незавершена стаття з географії. Ви можете допомогти проєкту, виправивши або дописавши її. |